# Bernard Rogel
Bernard Rogel (* 5. Januar 1956 in Brest) ist ein französischer Admiral. Seit dem 12. September 2011 ist er der Stabschef der französischen Marine (Chef d’état-major de la marine).
Rogel schlug gleich nach der Schulausbildung eine Laufbahn bei der Marine ein und besuchte ab 1976 die Französische Marineschule. Im Jahre 1989 erhielt er in Cherbourg sein Kapitänspatent für atomgetriebene Jagd-U-Boote, die er bis 1992 kommandierte. Danach übernahm er im Mittelmeer die Ausbildung von Mannschaften und Kapitänen auf Atom-U-Booten.
Weitere Stationen seiner Karriere waren u. a. der Besuch der Ècole de guerre in Paris 1994 und ein Kommando über ein U-Boot mit ballistischen Raketen in den Jahren 2000 und 2001. Nach weiterer Ausbildung am Institut des hautes études de défense nationale und am Centre des hautes études militaires wurde er zunehmend mit Aufgaben des Generalstabes betraut und musste auch den Staatspräsidenten in Marinefragen beraten. Zwischen 2006 und 2009 war er Leiter des Kabinetts des Chef des Generalstabes.
Am 12. September 2011 wurde er zum Admiral befördert und übernahm gleichzeitig seine neue Aufgabe als Stabschef der Marine. Als solcher 13. Juli 2016 von Admiral Christophe Prazuck abgelöst. 
Rogel hat mindestens 27.000 Stunden auf U-Booten verbracht. Er ist verheiratet und Vater von drei Söhnen.

## Auszeichnungen
Rogel ist Kommandant der Ehrenlegion, Träger des Ordre national du Mérite, der Médaille de la Défense nationale in Silber und weiterer ausländischer Auszeichnungen, u. a. aus Brasilien, den USA, dem Tschad und der Elfenbeinküste.